# Arçais
Pour les articles ayant des titres homophones, voir Arcey et Arçay.
Arçais est une commune du Centre-Ouest de la France située dans le département des Deux-Sèvres, en région Nouvelle-Aquitaine. La commune se situe à l'ouest de Niort.
Commune de la région naturelle du Marais poitevin, elle est incluse dans le parc naturel régional du Marais poitevin.

## Toponymie
La localité n'a pris son nom actuel qu'en 1882.
Dans des documents du Moyen Âge, elle est successivement mentionnée sous les appellations suivantes : Archaïcum (1178), Arcacum (1223), Arseum (1300), dont dérive le toponyme Arçais sous lequel elle est connue aujourd'hui.

## Géographie

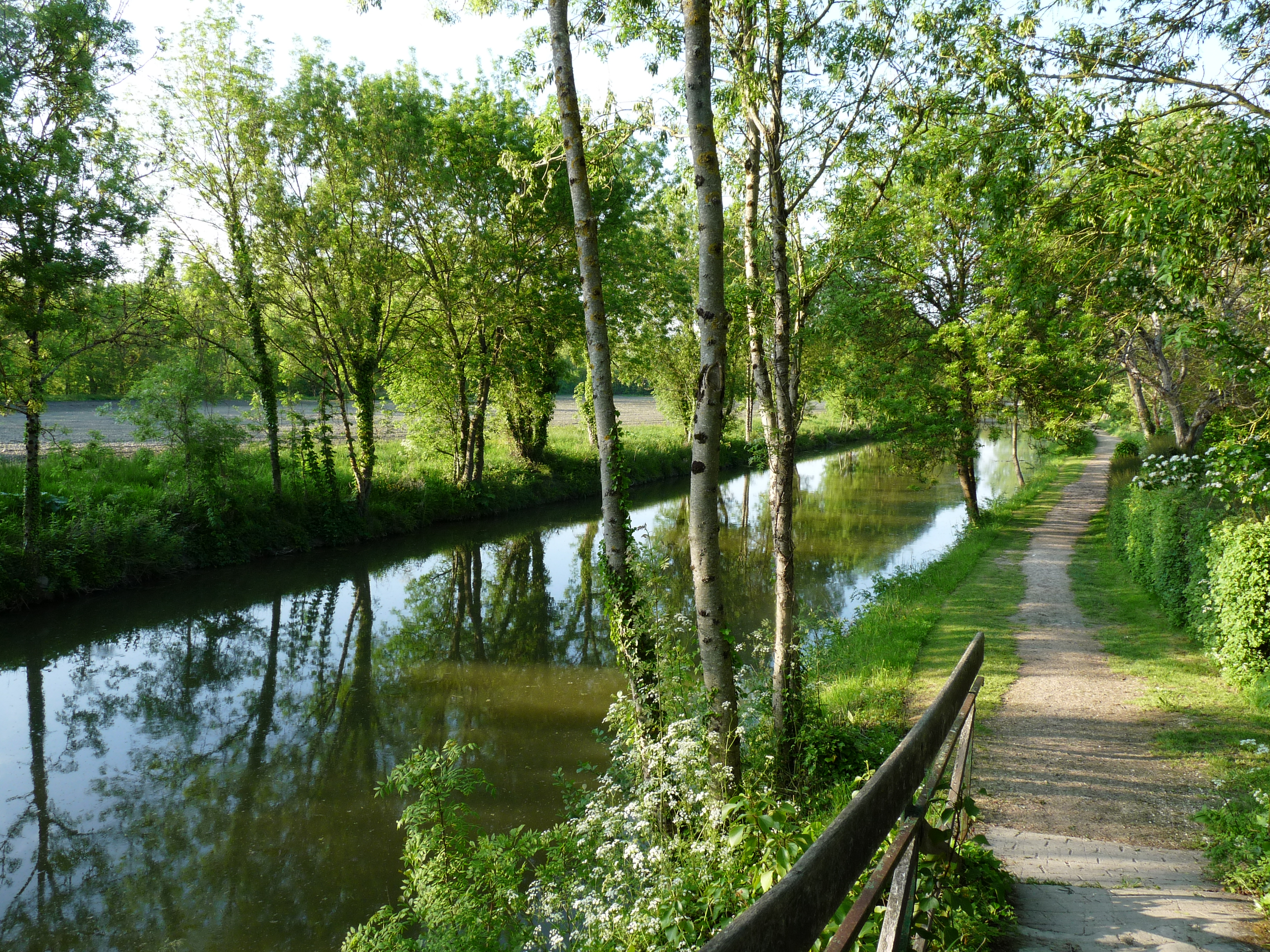
Paysage caractéristique du marais mouillé.

Arçais se trouve au bord de la partie du marais poitevin dite « marais mouillé » – c'est-à-dire inondable une partie de l'année –, également dénommée « Venise verte ».
La Sèvre niortaise n'est pas loin, mais le village est surtout entouré d'un labyrinthe de fossés, de conches, de rigoles et de canaux.
Les localités les plus proches sont Le Vanneau-Irleau, Damvix, Saint-Hilaire-la-Palud et Saint-Georges-de-Rex.
La commune appartient à la communauté d'agglomération du Niortais.
| Damvix (Vendée)        | Saint-Sigismond (Vendée) | Le Mazeau (Vendée)   |
|                        | Arçais                   | Le Vanneau-Irleau    |
| Saint-Hilaire-la-Palud |                          | Saint-Georges-de-Rex |

### Climat
Pour des articles plus généraux, voir Climat de la Nouvelle-Aquitaine et Climat des Deux-Sèvres.
Historiquement, la commune est exposée à un climat océanique du nord-ouest.  
En 2020, Météo-France publie une typologie des climats de la France métropolitaine dans laquelle la commune est exposée à un climat océanique et est dans la région climatique Poitou-Charentes, caractérisée par un bon ensoleillement, particulièrement en été et des vents modérés.
Pour la période 1971-2000, la température annuelle moyenne est de 12,1 °C, avec une amplitude thermique annuelle de 14,4 °C. Le cumul annuel moyen de précipitations est de 804 mm, avec 12,3 jours de précipitations en janvier et 6,6 jours en juillet. Pour la période 1991-2020, la température moyenne annuelle observée sur la station météorologique la plus proche, située sur la commune de Prin-Deyrançon à 9 km à vol d'oiseau, est de 12,9 °C et le cumul annuel moyen de précipitations est de 837,0 mm,. Pour l'avenir, les paramètres climatiques de la commune estimés pour 2050 selon différents scénarios d’émission de gaz à effet de serre sont consultables sur un site dédié publié par Météo-France en novembre 2022.

## Urbanisme

### Typologie
Au 1er janvier 2024, Arçais est catégorisée commune rurale à habitat dispersé, selon la nouvelle grille communale de densité à sept niveaux définie par l'Insee en 2022.
Elle est située hors unité urbaine. Par ailleurs la commune fait partie de l'aire d'attraction de Niort, dont elle est une commune de la couronne,. Cette aire, qui regroupe 91 communes, est catégorisée dans les aires de 50 000 à moins de 200 000 habitants,.

### Occupation des sols
L'occupation des sols de la commune, telle qu'elle ressort de la base de données européenne d’occupation biophysique des sols Corine Land Cover (CLC), est marquée par l'importance des territoires agricoles (92 % en 2018), en diminution par rapport à 1990 (95,5 %). La répartition détaillée en 2018 est la suivante : 
prairies (45,9 %), zones agricoles hétérogènes (28,4 %), terres arables (17,8 %), zones urbanisées (5 %), forêts (2,9 %). L'évolution de l’occupation des sols de la commune et de ses infrastructures peut être observée sur les différentes représentations cartographiques du territoire : la carte de Cassini (XVIIIe siècle), la carte d'état-major (1820-1866) et les cartes ou photos aériennes de l'IGN pour la période actuelle (1950 à aujourd'hui).

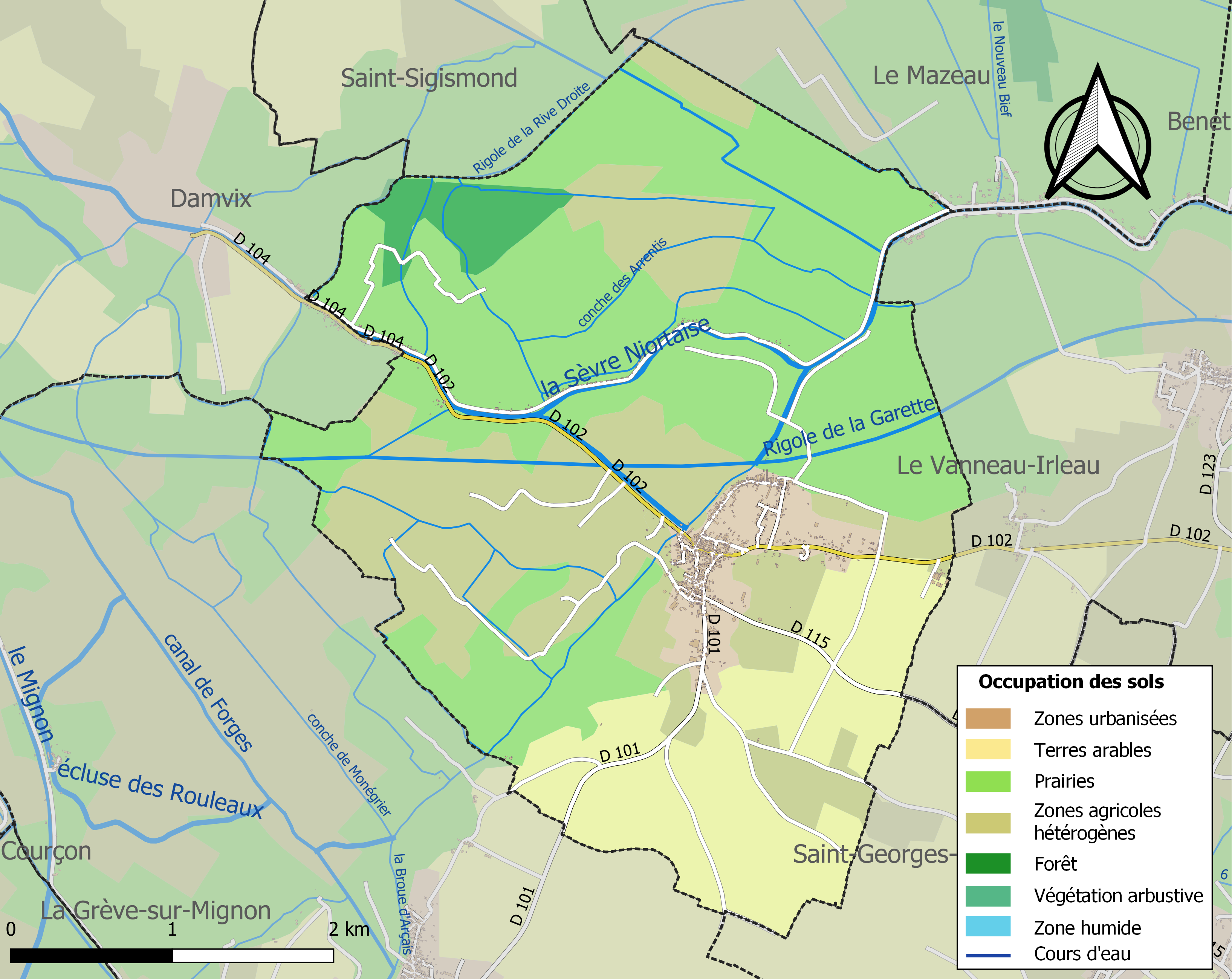
Carte des infrastructures et de l'occupation des sols de la commune en 2018 (CLC).

### Risques majeurs
Le territoire de la commune d'Arçais est vulnérable à différents aléas naturels : météorologiques (tempête, orage, neige, grand froid, canicule ou sécheresse), inondations, mouvements de terrains et séisme (sismicité modérée). Il est également exposé à un risque technologique, la rupture d'un barrage. Un site publié par le BRGM permet d'évaluer simplement et rapidement les risques d'un bien localisé soit par son adresse soit par le numéro de sa parcelle.

#### Risques naturels
Certaines parties du territoire communal sont susceptibles d’être affectées par le risque d’inondation par débordement de cours d'eau, notamment la Sèvre Niortaise,. La commune a été reconnue en état de catastrophe naturelle au titre des dommages causés par les inondations et coulées de boue survenues en 1982, 1983, 1993, 1995, 1999 et 2010,. Le risque inondation a vocation à être pris en compte dans l'aménagement du territoire de la commune par le biais du projet plan de prévention des risques inondation (PPRI) du « Marais poitevin ».  Une première phase d'études techniques a consisté à réviser l'atlas des zones inondables des huit communes suivantes, Bessines, Magné, Coulon, Frontenay Rohan-Rohan, Sansais, Le Vanneau-Irleau, Arçais et Saint-Hilaire-la-Palud, qui datait de 1997. Au regard des enjeux, un PPRI  a été prescrit le 23 juin 2022 sur le territoire des communes de Bessines, Coulon et Magné.

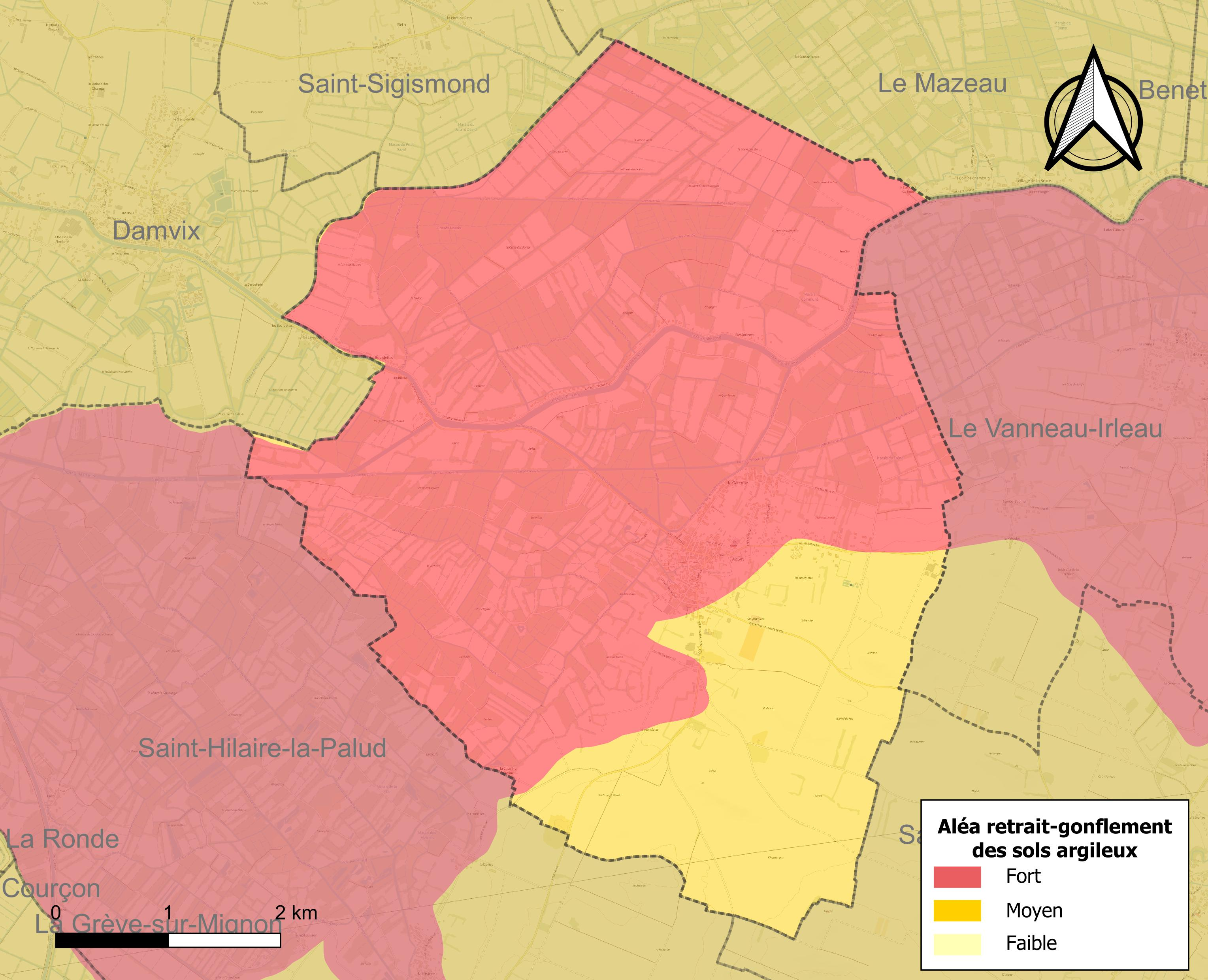
Carte des zones d'aléa retrait-gonflement des sols argileux d'Arçais.

Les mouvements de terrains susceptibles de se produire sur la commune sont des mouvements de terrains, notamment des tassements différentiels. Le retrait-gonflement des sols argileux est susceptible d'engendrer des dommages importants aux bâtiments en cas d’alternance de périodes de sécheresse et de pluie. La totalité de la commune est en aléa moyen ou fort (54,9 % au niveau départemental et 48,5 % au niveau national). Depuis le 1er octobre 2020, en application de la loi ELAN, différentes contraintes s'imposent aux vendeurs, maîtres d'ouvrages ou constructeurs de biens situés dans une zone classée en aléa moyen ou fort,.
La commune a été reconnue en état de catastrophe naturelle au titre des dommages causés par la sécheresse en 1989, 1991, 1996, 2003 et 2017 et par des mouvements de terrain en 1999 et 2010.

#### Risque technologique
La commune est en outre située en aval du barrage de la Touche Poupard, un ouvrage de classe A mis en service en 1995 sur le cours d’eau le Chambon, affluent de la Sèvre Niortaise. À ce titre elle est susceptible d’être touchée par l’onde de submersion consécutive à la rupture de cet ouvrage.

## Économie
Autrefois ville de transit, Arçais vivait aussi de l'élevage et de l'exploitation du bois. 

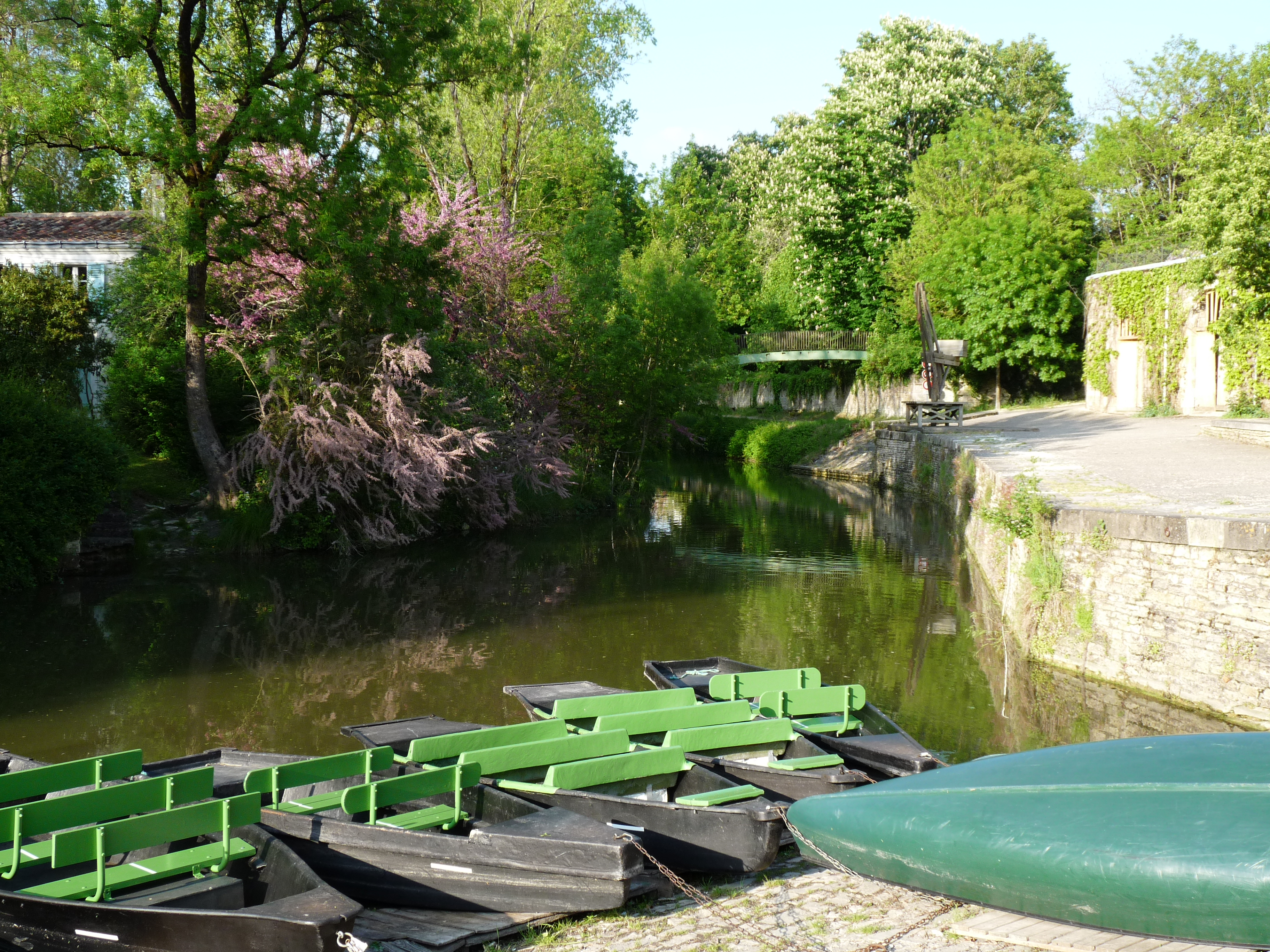
Le port d'embarquement.

Comme ses voisines, la localité mise aujourd'hui sur le tourisme, grâce à son port d'embarquement pour les visites du marais, doté d'une vaste cale pavée. On y trouve aussi des aires de stationnement et de pique-nique et des possibilités d'excursions, de promenades à vélo, de croisières, de pêche, de chasse et de camping.

## Histoire

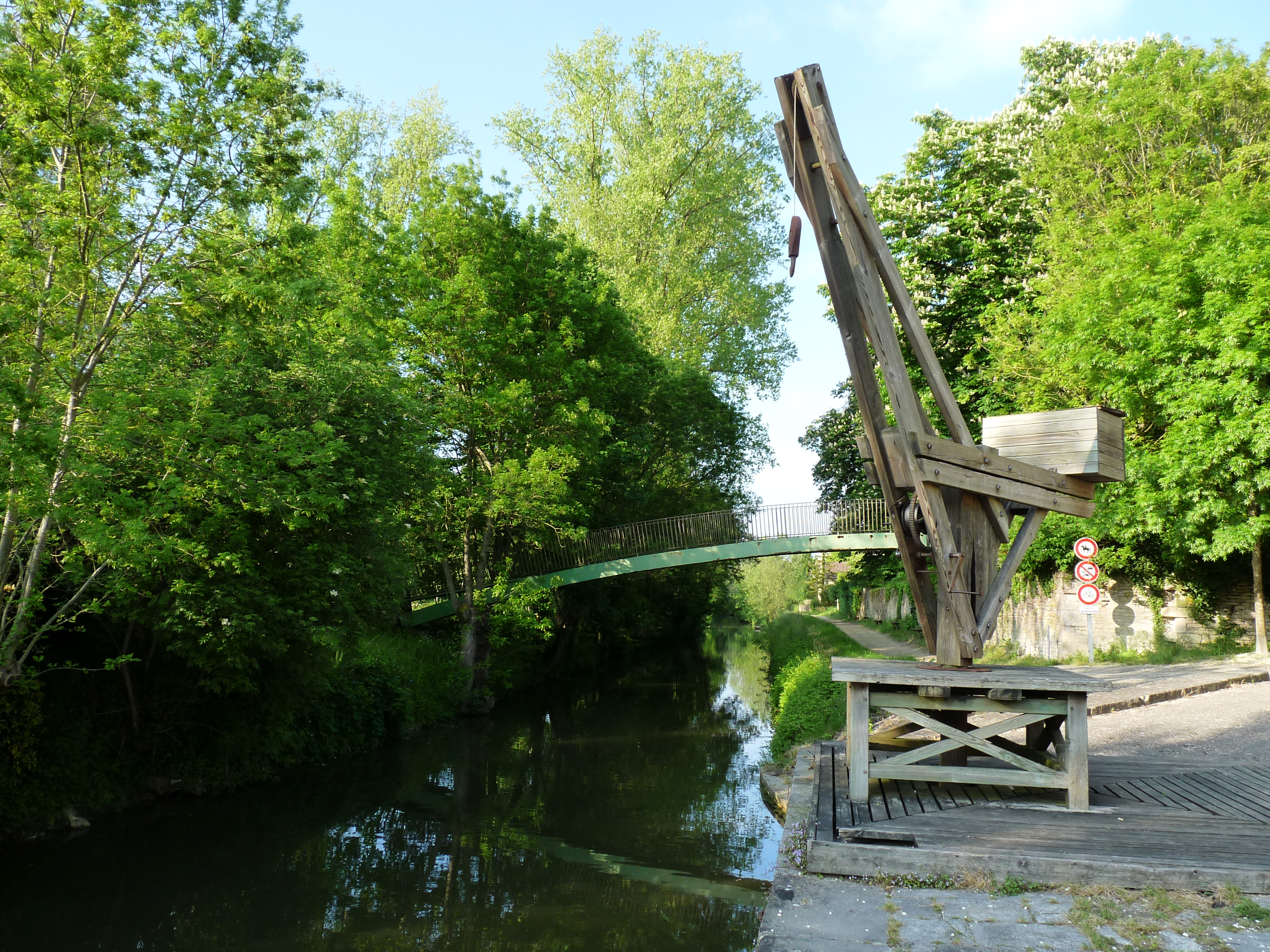
Ancienne grue en bois.

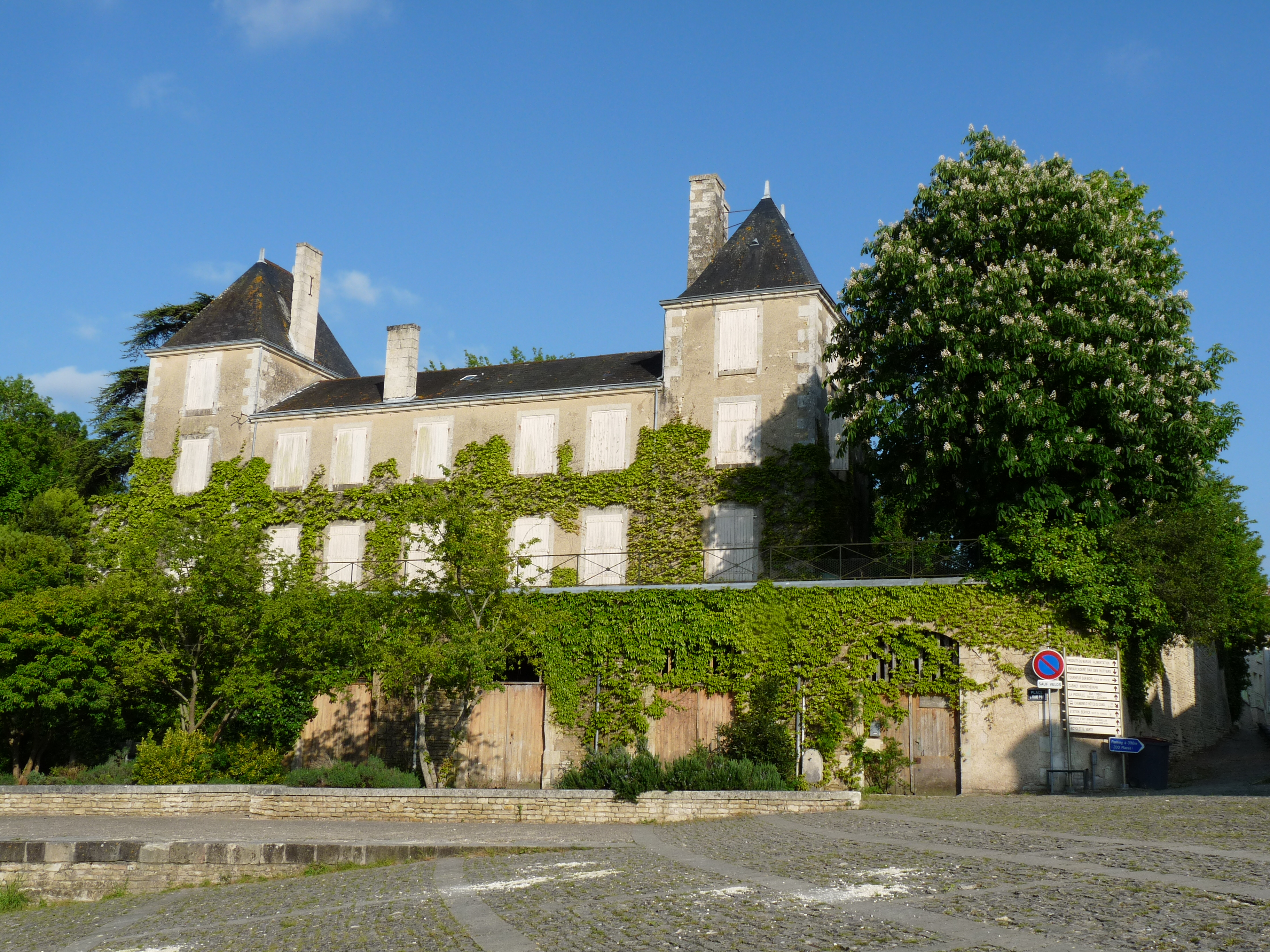
Entrepôts au pied d'une élégante demeure.

Avant les aménagements et travaux de dessiccation successifs, la région était largement recouverte par la mer et le village se trouvait en bordure du golfe des Pictons.
Par la suite, Arçais est devenue une localité active qui a connu son apogée au XIXe siècle, comme en témoignent notamment les deux reproductions d'anciennes grues en bois du port, grâce auxquelles les découpes de peupliers étaient hissées sur le quai, ainsi que, toute proche, la maison classique construite en 1829 et dont les onze entrepôts en contrebas servaient à ranger du poisson, du vin ou du bois.

## Politique et administration

### Liste des maires
| Période | Période  | Identité        | Étiquette | Qualité |
| ------- | -------- | --------------- | --------- | ------- |
| 2001    | 2008     | Jean Leyssène   |           |         |
| 2008    | 2014     | Joël Bourchenin |           |         |
| 2014    | En cours | Michel Panier   |           |         |

### Politique environnementale
Dans son palmarès 2024, le Conseil national de villes et villages fleuris de France a attribué une fleur à la commune.

## Démographie
L'évolution du nombre d'habitants est connue à travers les recensements de la population effectués dans la commune depuis 1793. Pour les communes de moins de 10 000 habitants, une enquête de recensement portant sur toute la population est réalisée tous les cinq ans, les populations de référence des années intermédiaires étant quant à elles estimées par interpolation ou extrapolation. Pour la commune, le premier recensement exhaustif entrant dans le cadre du nouveau dispositif a été réalisé en 2004.

En 2022, la commune comptait 604 habitants, en évolution de −1,63 % par rapport à 2016 (Deux-Sèvres : +0,18 %, France hors Mayotte : +2,11 %).
| 1793 | 1800 | 1806 | 1821 | 1831 | 1836 | 1841 | 1846 | 1851 |
| ---- | ---- | ---- | ---- | ---- | ---- | ---- | ---- | ---- |
| 881  | 934  | 886  | 896  | 900  | 913  | 918  | 941  | 935  |

| 1856 | 1861  | 1866  | 1872  | 1876  | 1881  | 1886 | 1891 | 1896 |
| ---- | ----- | ----- | ----- | ----- | ----- | ---- | ---- | ---- |
| 959  | 1 010 | 1 018 | 1 013 | 1 001 | 1 070 | 988  | 978  | 967  |

| 1901  | 1906  | 1911 | 1921 | 1926 | 1931 | 1936 | 1946 | 1954 |
| ----- | ----- | ---- | ---- | ---- | ---- | ---- | ---- | ---- |
| 1 008 | 1 022 | 968  | 845  | 869  | 842  | 766  | 763  | 769  |

| 1962 | 1968 | 1975 | 1982 | 1990 | 1999 | 2004 | 2006 | 2009 |
| ---- | ---- | ---- | ---- | ---- | ---- | ---- | ---- | ---- |
| 759  | 718  | 653  | 524  | 560  | 572  | 633  | 636  | 612  |

| 2014 | 2019 | 2022 | - | - | - | - | - | - |
| ---- | ---- | ---- | - | - | - | - | - | - |
| 610  | 612  | 604  | - | - | - | - | - | - |

## Lieux et monuments

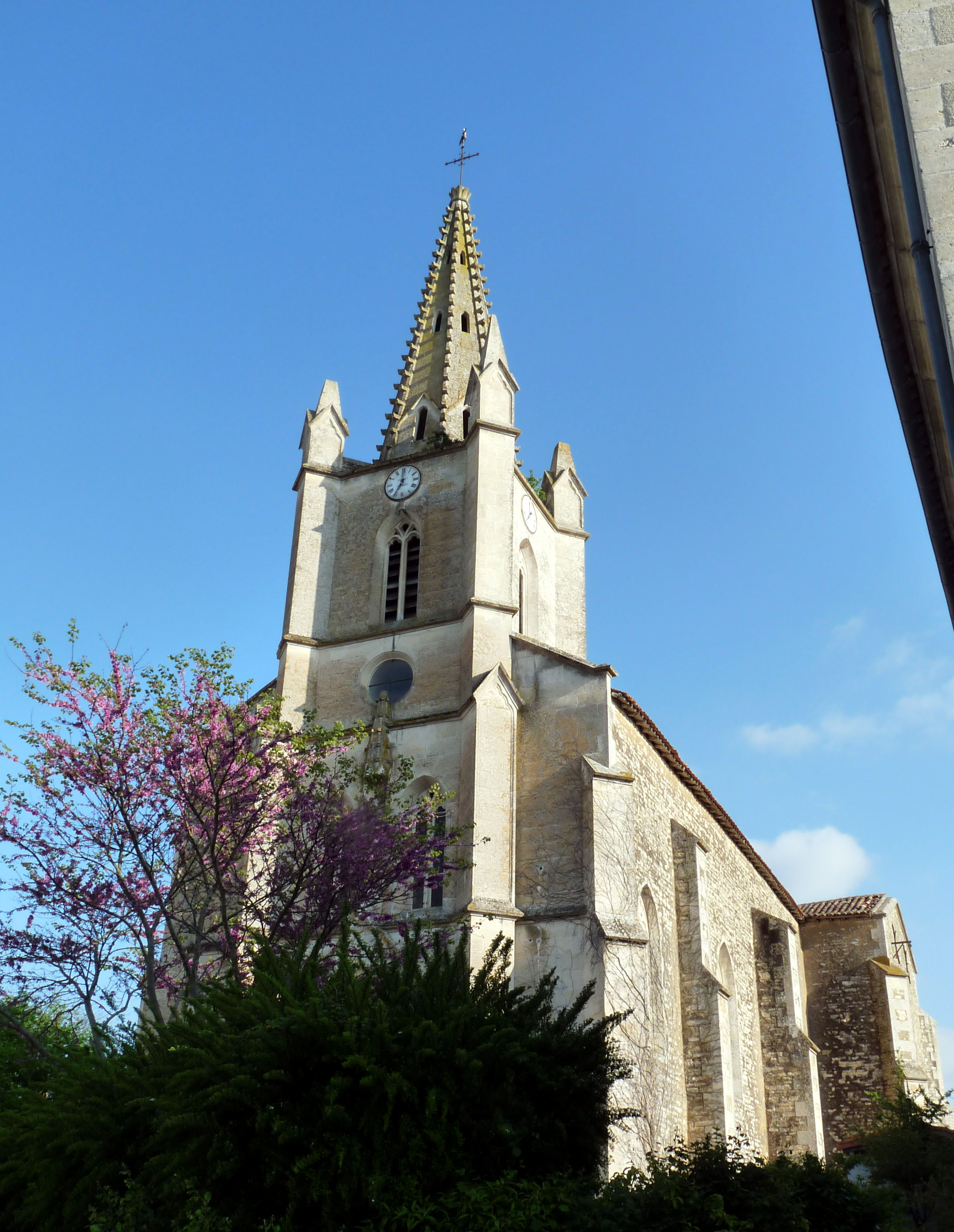
L'église Saint-Cyr.

- L'église Saint-Cyr est de construction de 1861.

Elle fut endommagée lors du tremblement de terre de magnitude de 5,8 du 16 juin 2023, elle est située à quelques kilomètres de l'épicentre.
Une partie des voûtes se sont écroulées et le clocher fut fragilisé.
- Le petit château d'architecture classique est une propriété privée.
- Le village a servi de décor à la série Das Boot durant le printemps 2019[28].